# Malko Teatro

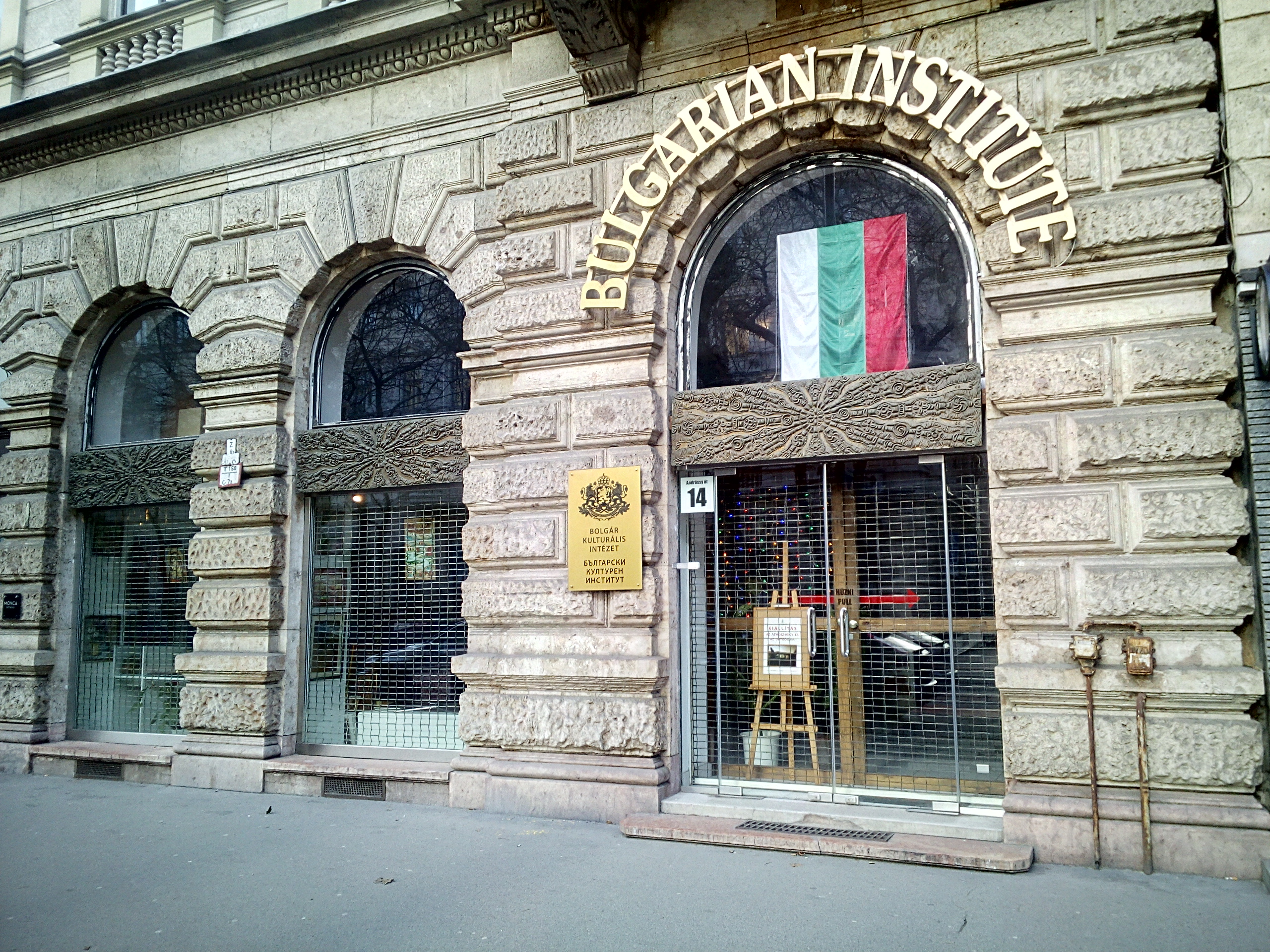
A Bolgár Kulturális Intézet bejárata

A Malko Teatro 1996-ban jött létre Budapesten, Hadzsikosztova Gabriella, bolgár származású színésznő kezdeményezésére és vezetésével.

## Jellemzője
Célja egyrészt, hogy a bolgár színházi, irodalmi, tánc- és zenekultúrát bemutassa Magyarországon, másrészt, hogy a Magyarországon élő bolgár kisebbséget segítse kultúrájának megőrzésében és tovább gazdagításában.
Az elmúlt években sok magyar és bolgár művész csatlakozott a társulathoz. A színház 22 tagja és további több mint 40 munkatársa segítségével eddig 27 önálló produkciót hozott létre, amelyeket 3 ország 8 városában játszott el.
Tevékenységéhez jogi és gazdasági hátteret az 1997-ben e célból létrehozott és 1998-tól közhasznúvá vált Alternatív Művészeti Alapítvány biztosítja.
Évenként 3-4 bemutatót tartanak, amelyeknek a MU színház, a Bolgár Művelődési Ház és a Bolgár Kulturális Intézet ad helyet. E két utóbbi intézmény próbalehetőséget is biztosít számukra. Nagyszínházi produkcióik mellett minden évben készítenek bábelőadást a bolgár gyerekeknek, amelyben gyakran ők maguk is szerepelhetnek. A gyűjtőútjaikon megszerzett anyagok felhasználásával évenként dramatizálnak egy népszokást, eredeti dalokkal, táncokkal. A bolgár irodalom nagy alakjait és mai irányzatait is bemutatják költői és felolvasóesteken. Előadásaikat bolgár és magyar nyelven egyaránt játsszák, mert céljuknak tekintik, hogy az általuk bemutatott kultúra elérhető legyen a magyar közönség számára is.
Támogatóinak köszönhetően a MALKO TEATRO belépődíj nélkül játszik.

## Kitüntetései
2002. március 1-jén a MALKO TEATRO megkapta a Bolgár Országos Önkormányzat Kitüntetését eddigi tevékenysége elismeréseként.